# Real Madryt w sezonie 1905/1906
Sezon 1905/06 był 4. sezonem w historii Realu Madryt (wówczas Madrid FC). Klub rozegrał trzy mecze towarzyskie, wliczając pierwszy historyczny mecz międzynarodowy z francuskim klubem Gallia FC. Grali także w Campeonato de Madrid (ówczesne Mistrzostwa Madrytu) oraz Copa del Rey. Odniósł dwa zwycięstwa, stając się pierwszym klubem, który z powodzeniem obronił oba tytuły.

## Skład[1]
| Zawodnik                 | Wiek | Pozycja   |
| ------------------------ | ---- | --------- |
| Manuel Alcalde Bahamonde | 18   | Bramkarz  |
| José Ángel Berraondo     | 27   | Obrońca   |
| José Giralt              | 22   | Pomocnik  |
| Manuel Prast             | 30   | Pomocnik  |
| Enrique Normand          | 20   | Pomocnik  |
| Manuel Yarza             | 22   | Pomocnik  |
| Armando Giralt           | 21   | Napastnik |
| Quincho Yarza            | 25   | Napastnik |
| Pedro Parages            | 22   | Napastnik |
| Antonio Neyra            | 22   | Napastnik |
| Mario Giralt             | 24   | Napastnik |
| Antonio Alonso           | 20   | Napastnik |
| Federico Revuelto        | 23   | Napastnik |

## Mecze
zwycięstwo Realu Madryt
     remis
     zwycięstwo drużyny przeciwnej
| 23 października 1905 | Madrid FC | 1:1 | Galia Club Paris |                  |
|                      | Prast     |     | Jouvé            | Hipodrom, Madryt |

| Mecz o Mistrzostwo Madrytu 25 marca 1906 | Madrid FC | 7:0 | Internacional de Madrid |                  |
|                                          |           |     |                         | Hipodrom, Madryt |

| Copa del Rey 1/2 F 9 kwietnia 1906 | Madrid FC           | 3:0 | Huelva Recreation |                                |
|                                    | Prast (x2) Revuelto |     |                   | Hipodrom, Madryt Sędzia: Prado |

| Copa del Rey Finał 10 kwietnia 1906 | Madrid FC               | 4:1 | Athletic Bilbao |                                    |
|                                     | Prast (x2) Parages (x2) |     | Uribe           | Hipodrom, Madryt Sędzia: Watterson |